# Uładzimir Czuszau
Uładzimir Mikałajewicz Czuszau (biał. Уладзімір Мікалаевіч Чушаў; ur. 8 lutego 1963 w Homlu) – białoruski dyplomata. Od 20 marca 2019 do 14 maja 2022 ambasador Republiki Białorusi w RP.

## Życiorys

### Wykształcenie i kariera zawodowa
W 1985 ukończył z wyróżnieniem studia na Wydziale Budowlanym Białoruskiego Instytutu Inżynierów Transportu Kolejowego. W 1995 został absolwentem Wydziału Prawa Białoruskiego Uniwersytetu Państwowego. W 1997 dodatkowo ukończył na Mińskim Państwowym Uniwersytecie Lingwistycznym wydział wyspecjalizowany języków obcych dla pracowników organów administracji państwowej.
Początkowo pracował jako nauczyciel w mińskich szkołach. Później został specjalistą wiodącym Departamentu Prawnego Ministerstwa Architektury i Budownictwa Republiki Białorusi. Od 1995 do 1998 pracował kolejno jako III sekretarz, kierownik sekcji oraz naczelnik wydziału w Departamencie Prawno-Traktatowym Ministerstwa Spraw Zagranicznych Republiki Białorusi. W latach 1998–2002 sprawował funkcję radcy ambasady Białorusi w Federalnej Republice Jugosławii.
W latach 2002–2006 pracował jako zastępca naczelnika Departamentu Prawno-Traktatowego, zastępca naczelnika Głównego Departamentu – naczelnik Departamentu Umów Międzynarodowych Głównego Departamentu Prawno-Traktatowego Ministerstwa Spraw Zagranicznych Republiki Białorusi.
Od 2006 do 2009 radca-minister w ambasadzie Republiki Białorusi w RP. W latach 2009–2011 naczelnik Głównego Departamentu Prawno-Traktatowego Ministerstwa Spraw Zagranicznych Republiki Białoruś. Od 2011 do 2017 ambasador Republiki Białorusi w Serbii, od 2013 akredytowany jednocześnie w Czarnogórze i Republice Macedonii. Od 2017 do 2019 naczelnik Departamentu Współpracy Międzynarodowej i Bezpieczeństwa Narodowego Sekretariatu Rady Republiki Zgromadzenia Narodowego Republiki Białorusi.
12 lutego 2019 został mianowany ambasadorem Republiki Białorusi w Polsce. 20 marca tego samego roku wręczył listy uwierzytelniające prezydentowi RP Andrzejowi Dudzie. 14 maja 2022 odwołany z urzędu. 